# Vadú
Vadú, sobrenom d'Osvaldo Furtado, (31 de gener de 1977 - 12 de gener de 2010) va ser un cantant i músic de Cap Verd. Es definia a ell mateix com un "Badiu" real o irònicament com un "Negre civilitzat".

## Biografia
Era nebot dels germans de Zezé i Zeca di Nha Reinalda, dos noms de destacats músics de l'Illa de Santiago. Vadú va estudiar a Cuba entre 1990 i 1993 d'on va aprendre de la música cubana.
Va aparèixer al panorama musical el 2002 amb el seu primer àlbum Ayan (sí), amb tres cançons, que va gravar al costat del grup Ferro Gaita. Després gravaria dos discos més Nha raiz (Les meves arrels) el 2004 amb la participació del destacat músic de Cap Verd i Dixi Rubera el 2007. Després va continuar fent música més intimista amb ritmes populars i un estil més arrelat a la seva terra amb batuque, tabanka i funaná, juntament amb influències llatines.
També va ser un guitarrista virtuós que  va participar en festivals de música de Cap Verd dins Cap com Gamboa i Baía das Gatas i a l'estranger especialment va tocar a Portugal i al 32è Dunya Festival dels Països Baixos.
Va morir als 32 anys d'un accident de cotxe com el seu vehicle va caure 50 metres al barranc. El seu cos va ser trobat dos dies més tard.